# Landschaftsschutzgebiet Grünland-Gehölzkomplex bei Kükenbruch

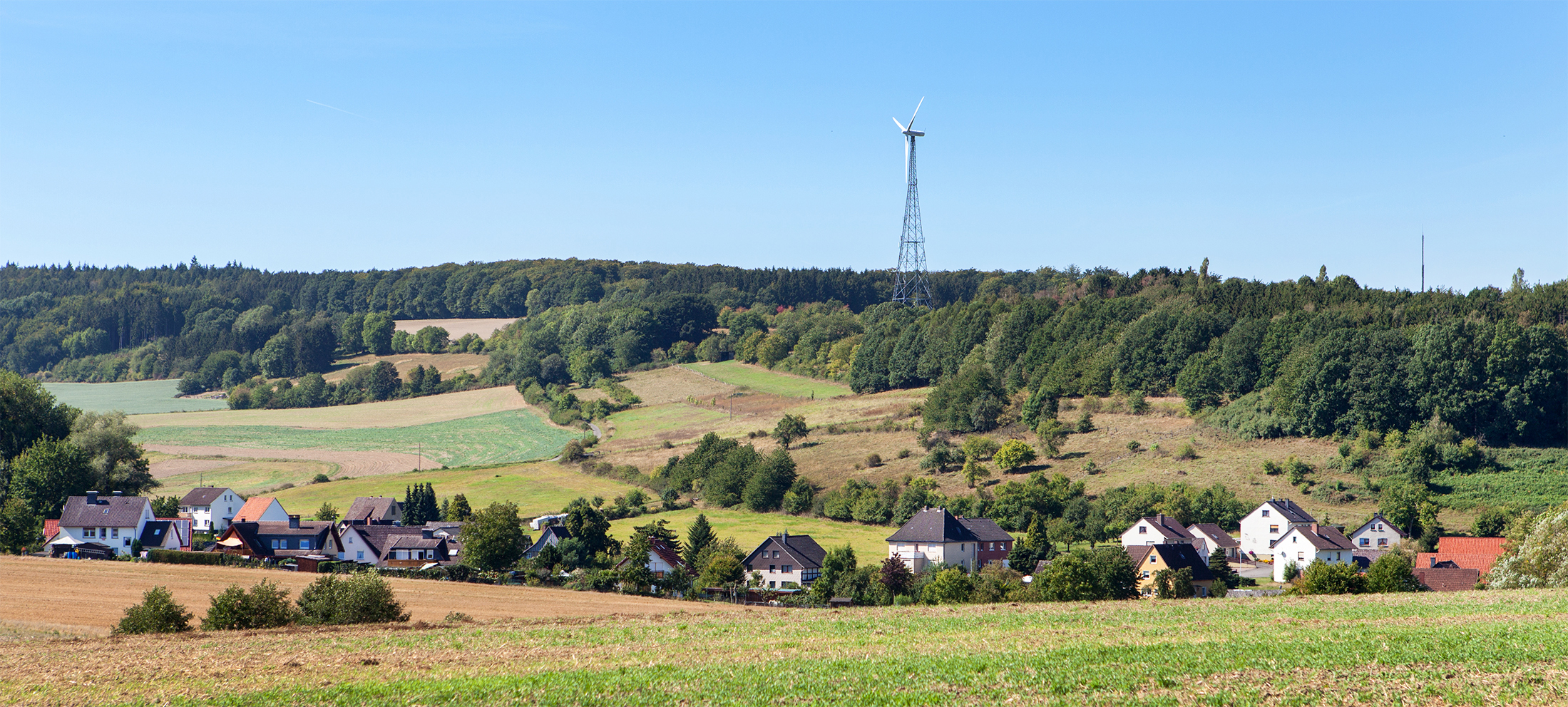
Landschaftsschutzgebiet Grünland-Gehölzkomplex bei Kükenbruch (Grünland-Gehölzkomplex rechts hinter dem Dorf)

Das Landschaftsschutzgebiet Grünland-Gehölzkomplex bei Kükenbruch mit etwa 24 ha Flächengröße liegt im Gemeindegebiet von Extertal. Es wurde 2007 mit dem Landschaftsplan Nr. 5 Extertal durch den Kreistag des Kreises Lippe erstmals als Landschaftsschutzgebiet (LSG) ausgewiesen.

## Beschreibung
Das LSG umfasst ein Mosaik aus Magergrünland, Obstwiesen und Gehölzstrukturen westlich der Bebauung von Kükenbruch. Am nach Süden und Osten exponierten steilen Hang liegt artenreiches Magergrünland. Im Magergrünland stehen teils Obstbäume. Blütenpflanzenartenreiche Glatthaferwiesen liegen auf ehemaligen Ackerflächen. Die Glatthaferwiese liegt an einem trockenen bis frischen Standort und bietet vielen Insekten Lebensraum. Im westlichen Bereich befinden sich steile und durch Gehölze strukturierte Hangterrassen. Nach Osten hin sind die Terrassen verbuscht und gehen in einen altersheterogenen, strukturreichen Laub-Mischholz-Bestand über. Im Wald stehen auch einzelne alte Eichen. Im westlichen LSG-Bereich steht Wald, darunter ein Pappelbestand, der mit Buchen unterpflanzt wurde, und ein alter lichter Buchenbestand, der mit Fichten unterpflanzt wurde. Dazu kommt ein kleiner Fichtenbestand.

## Schutzzwecke für das LSG
Laut Landschaftsplan erfolgte die Ausweisung des LSG:
- „zur Erhaltung und Wiederherstellung der Leistungsfähigkeit des Naturhaushaltes in ökologisch besonders wertvoll strukturierten Bereichen mit Wasser-, Klima- und Biotopschutzfunktionen,“
- „zur Erhaltung und Wiederherstellung von Quellbereichen und naturnahen Fließgewässern, Grünland, Kalkhalbtrockenrasen und naturnahen Waldbereichen unter schiedlicher Feuchtestufen, Feldgehölzen, Hecken und Obstwiesen,“
- „zur Erhaltung morphologisch ausgeprägter Bereiche zur Sicherung der landschaftlichen Eigenart und Vielfalt für die Erholung,“
- „zur Erhaltung wertvoller Biotopkomplexe aus Wald-Grünlandbereichen, Fließgewässern und Quellen sowie Biotopen nach § 62 LG mit wichtigen Refugial-, Puffer-, Trittstein- und Vernetzungsfunktionen,“
- „zur Erhaltung und Wiederherstellung wichtiger Rückzugsräume für die bedrohte Tier- und Pflanzenwelt,“
- „zur Sicherung von kulturhistorisch bedeutsamen Landschaften, z. B. Terrassenkulturlandschaften,“
- „zur Sicherung der das Orts- und Landschaftsbild gliedernden und belebenden und die dörflichen Siedlungsstrukturen prägenden Freiraumelemente.“[1]